# Caspar van Wittel

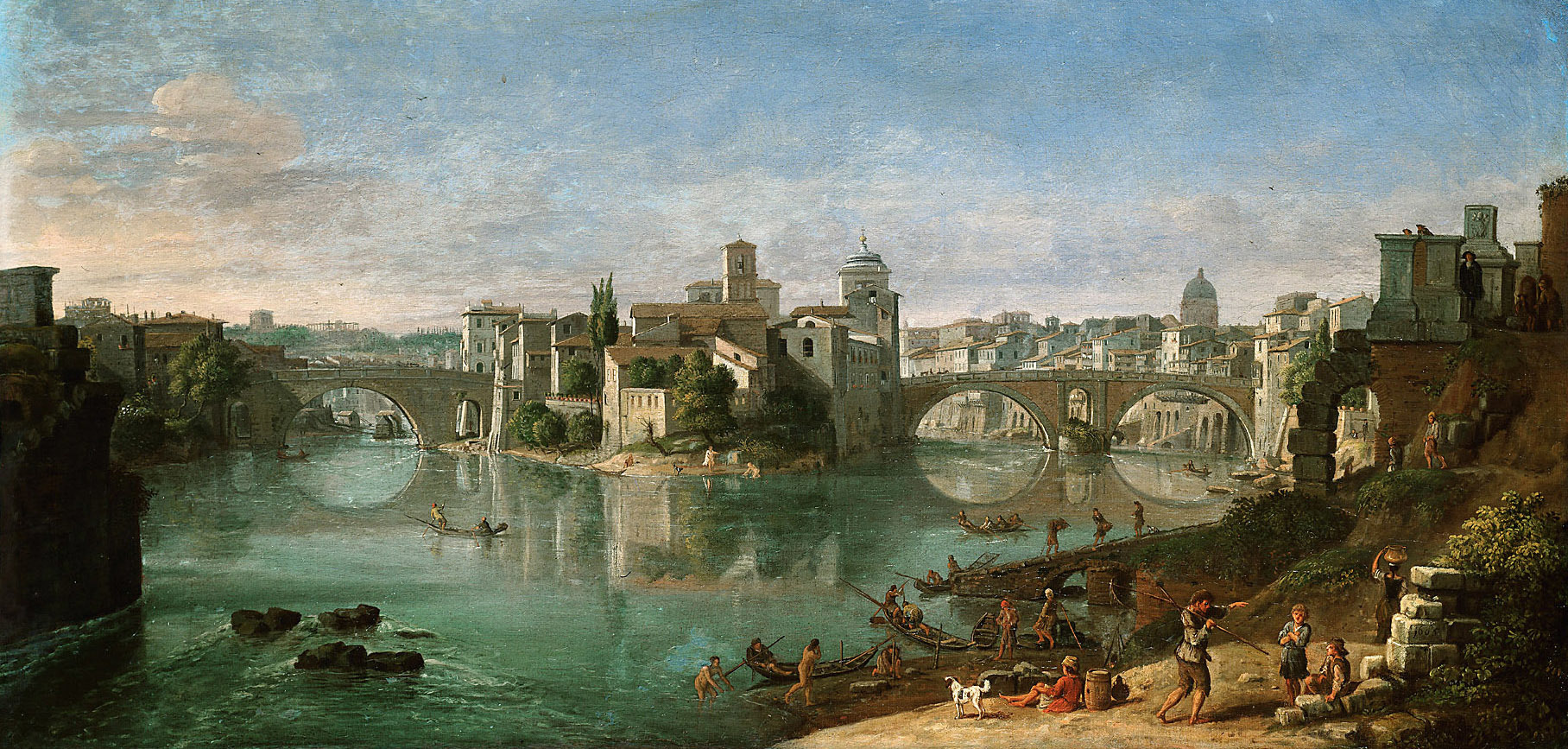
Vista do Tibre em Roma, c. 1685, Museu de História da Arte em Viena

Caspar van Wittel ou Gaspar van Wittel; nascido Jasper Adriaensz van Wittel; 1652 ou 1653 – 13 de setembro de 1736), conhecido em italiano como Gaspare Vanvitelli ou Gasparo degli Occhiali, foi um pintor e desenhista holandês que teve uma longa carreira em Roma . Ele desempenhou um papel fundamental no desenvolvimento do gênero de pintura topográfica conhecido como veduta. Ele é creditado por transformar a topografia em uma especialidade pictórica na arte italiana.
Van Wittel nasceu em uma família católica romana em Amersfoort. Seu pai era fabricante de carroças. Caspar estudou pintura em Amersfoort com o relativamente desconhecido Thomas Jansz van Veenendaal por 4 ou 5 anos e depois com o mais conhecido Matthias Withoos por 7 anos.
Em 1674, partiu para a Itália juntamente com seu amigo Jacob van Staverden, outro aluno de Withoos.
Assim como seu antigo professor Withoos, ele se juntou aos Bentvueghels, uma associação de artistas principalmente holandeses e flamengos que trabalhavam em Roma. Seu apelido nos Bentveughels era "Piktoors" (Tocha de Piche) ou "Toorts van Amersfoort" (Tocha de Amersfoort). Ele também era apelidado de "Gasparo dagli Occhiali" (Gaspare com os óculos). Trabalhou em Roma com o pintor flamengo Abraham Genoels e pode até ter sido seu aluno. Outros colaboradores incluíram Hendrik Frans van Lint, que se tornaria um dos principais pintores vedute da primeira metade do século XVIII.
Em 1697, van Wittel casou-se com Anna Lorenzani. Seu primeiro filho, Luigi Vanvitelli, nasceu em 1700. Luigi tornou-se um arquiteto famoso e adotou o sobrenome italianizado de Vanvitelli. Um segundo filho nasceu em 1702.
Van Wittel é um dos principais pintores de vistas topográficas conhecidas como vedutes. A ele é atribuído o mérito de transformar a topografia em uma especialidade pictórica na arte italiana. Ele pode ter sido influenciado pelos desenhos do desenhista flamengo Lieven Cruyl, que produziu uma série de paisagens urbanas de Roma na década de 1660. Ele também é considerado um influenciador dos principais vedutistas italianos, o pintor veneziano Canaletto e Giovanni Paolo Pannini.